# 5월 7일
5월 7일은 그레고리력으로 127번째(윤년일 경우 128번째)날에 해당한다.

## 사건
- 351년 - 콘스탄티우스 갈루스(Constantius Gallus)에 대항하는 유대인의 반란이 팔레스타인 지역 지포리(Zippori)에서 일어나다.
- 1342년 - 교황 클레멘스 6세, 198대 교황으로 선출.
- 1915년 - 제1차 세계 대전: 독일의 잠수함 U-20이 영국의 여객선 RMS 루시타니아에 어뢰를 쏴 침몰시켜 1,957명 중 1,198명의 사망자를 내다.
- 1918년 - 제1차 세계대전 중, 전쟁에 지친 루마니아가 동맹국에 항복
- 1945년 - 제2차 세계 대전: 독일의 총통 카를 되니츠를 대신하여 알프레트 요들이 프랑스 랭스에서 연합군에게 항복 서명을 하다.
- 1952년 - 한국 전쟁: 거제도에 있는 유엔군 측 포로수용소에서 소요 사태가 발생하여, 공산 포로에게 돗드(Francis T. Dodd) 수용소장이 피랍된다.
- 1954년 - 제1차 인도차이나 전쟁: 디엔비엔푸 전투가 끝나다.
- 2000년 - 블라디미르 푸틴이 러시아의 대통령으로 취임하다.
- 2025년 - 콘클라베가 시작되고, 이후 교황 레오 14세가 제267대 교황으로 선출되다.

## 문화
- 1824년 - 루트비히 판 베토벤의 교향곡 9번 《합창》이 오스트리아 빈에서 초연되다.
- 1927년 - 미국 캘리포니아주 샌프란시스코의 샌프란시스코 국제공항 개항.
- 1946년 - 일본, 현재 소니의 전신인 도쿄 통신공업이 창립되다.
- 1948년 - 대한민국, 대원고속이 설립되다.
- 2023년 - 대한민국, 한국프로농구 KBL 챔피언결정전 7차전에서 안양 KGC인삼공사가 서울 SK 나이츠를 100 대 97로 꺾고 시리즈 전적 4승 3패로 2021년 이후 2년 만에 통산 4번째 우승을 달성하였다.

## 탄생
- 1833년 - 독일의 작곡가 요하네스 브람스. (~1897년)
- 1840년 - 러시아의 작곡가 표트르 차이콥스키. (~1893년)
- 1861년 - 인도의 시인 라빈드라나트 타고르. (~1941년)
- 1899년 - 일제 강점기의 법조인 김종석. (~?)
- 1900년 - 영국의 배우 랄프 투르먼. (~1977년)
- 1901년 - 미국의 배우 게리 쿠퍼. (~1961년)
- 1909년 - 네덜란드의 피겨 스케이팅 선수 루 데이크스트라. (~1964년)
- 1919년 - 아르헨티나의 정치인 에바 페론. (~1952년)
- 1923년 - 미국의 배우 앤 백스터. (~1985년)
- 1926년 - 대한민국의 독립운동가 오희옥. (~2024년)
- 1937년 - 대한민국의 만화가 박기정. (~2022년)
- 1938년
  - 대한민국의 정치인 최수환. (~2023년)
  - 대한민국의 기업인 겸 언론인 국회의원 심상우. (~1983년)
- 1939년
  - 대한민국의 언론인 이득렬. (~2001년)
  - 미국의 분자생물학자 시드니 올트먼. (~2022년)
  - 이탈리아의 영화감독 루제로 데오다토. (~2022년)
  - 네덜란드의 정치인, 총리 뤼트 뤼버르스. (~2018년)
- 1945년
  - 대한민국의 외교학자 정세현.
  - 미국의 배우 로빈 스트라서.
- 1947년 - 미국의 정치인 게리 허버트.
- 1951년 - 영국의 기타리스트 버니 마즈든. (~2023년)
- 1953년 - 대한민국의 외교관 박준우. (~2024년)
- 1955년 - 대한민국의 전 축구 선수, 현 축구 감독 박성화.
- 1956년 - 대한민국의 배우 현숙희.
- 1958년 - 일본의 정치인 아카바 가즈요시.
- 1960년 - 소련의 육상 선수 알렉산드르 시도렌코. (~2022년)
- 1961년 - 대한민국의 유도 선수 조용철.
- 1962년 - 대한민국의 서예가 이주형.
- 1963년 - 대한민국의 정치인 방세환.
- 1964년 - 대한민국의 정치인 김연철.
- 1965년
  - 캐나다의 프로레슬링 선수 오언 하트. (~1999년)
  - 북아일랜드의 축구 선수 노먼 화이트사이드.
- 1967년 - 대한민국의 배우 방은희.
- 1968년
  - 대한민국의 영화 감독 정지우.
  - 미국의 전직 포르노 배우 트레이시 로즈.
- 1970년
  - 대한민국의 희극인 황봉알.
  - 대한민국의 영화배우 김수로.
- 1971년 - 프랑스의 경제학자 토마 피케티.
- 1975년 - 대한민국의 방송인, 전 아나운서 정지영.
- 1977년
  - 대한민국의 배우 김광필.
  - 대한민국의 아나운서, 전 방송기자 이정민.
  - 대한민국의 정치인 양정례.
- 1978년 - 미국의 농구 선수 숀 매리언.
- 1979년
  - 대한민국의 만화가 조수진. (~2011년)
  - 대한민국의 성우 이희수.
- 1980년
  - 대한민국의 양궁 선수 김남순.
  - 일본의 성우 나라 토오루.
- 1981년 - 대한민국의 성우 고구인.
- 1982년
  - 대한민국의 가수, 음악가, 음악프로듀서 정재일.
  - 조선민주주의인민공화국의 축구 선수 남성철.
  - 베네수엘라의 야구 선수 루이스 히메네스.
- 1983년 - 대한민국의 가수 김상혁. (클릭비)
- 1984년
  - 대한민국의 작곡가 최규성.
  - 미국의 전 야구 선수 제임스 로니.
- 1985년 - 대한민국의 희극인 임준빈.
- 1986년 - 대한민국의 팝페라 가수 임형주.
- 1987년 - 일본의 아나운서 콘노 아사미.
- 1988년
  - 대한민국의 배우 정민결.
  - 코트디부아르의 축구 선수 아부바카르 디오망데. (~2019년)
- 1989년
  - 대한민국의 가수 레이나 (애프터 스쿨).
  - 대한민국의 축구 선수 박현범.
- 1990년
  - 대한민국의 축구 선수 윤빛가람.
  - 일본의 배우 겸 성우 토다니 키미토.
- 1991년
  - 이탈리아의 축구 선수 엘리사 바르톨리.
  - 대한민국의 래퍼 저스디스.
- 1992년 - 대한민국의 미스코리아 임지영.
- 1993년 - 대한민국의 배우 윤소희.
- 1994년 - 대한민국의 가수 수스.
- 1995년
  - 대한민국의 야구 선수 하영민.
  - 대한민국의 축구 선수 이성재.
  - 미국의 육상 선수 프레드 컬리.
- 1996년 - 대한민국의 리그 오브 레전드 프로게이머 페이커.
- 1997년 - 벨기에의 축구 선수 유리 틸레만스.
- 1998년
  - 대한민국의 가수 김희석.
  - 대한민국의 가수 수빈.
- 1999년
  - 대한민국의 가수 사야.
  - 일본의 가수 사토 마사키.
  - 네덜란드의 축구 선수 코디 학포.
  - 대한민국의 야구 선수 김민규.
  - 대한민국의 치어리더 김나연.
  - 대한민국의 가수 모리.
  - 일본의 축구 선수 사카구치 쇼이.
- 2000년 - 대한민국의 축구 선수 이수빈.
- 2001년
  - 대한민국의 배구 선수 김현지.
  - 일본의 가수 단바라 루루.
- 2002년
  - 대한민국의 가수 방예담 (트레저).
  - 대한민국의 가수 유채 (네이처).
  - 대한민국의 축구 선수 정재윤.
- 2003년
  - 대한민국의 야구 선수 윤도현.
  - 대한민국의 야구 선수 이원재.
  - 영국의 태권도 선수 케이든 커닝엄.
- 2004년 - 대한민국의 가수 민지. (NewJeans)
- 2014년 - 대한민국의 유튜버 어수아, 어수지. (뚜아뚜지TV)

### 미상
- 고대 그리스의 철학자 플라톤. (~기원전 347년)
- 대한민국의 가수 안경순. (레이지본)

## 사망
- 973년 - 신성 로마 제국 황제 독일의 왕 오토 1세. (912년~)
- 1737년 - 오스트리아의 장군 기도 폰 슈타렘베르크. (1657년~)
- 1825년 - 이탈리아의 작곡가 안토니오 살리에리. (1750년~)
- 1873년 - 영국의 철학자, 경제학자 존 스튜어트 밀. (1806년~)
- 1993년 - 미국의 야구 선수 서먼 터커. (1917년~)
- 2002년 - 일본의 축구 선수 미야모토 마사카쓰. (1938년~)
- 2007년 - 미국의 성격파 배우 니컬러스 워스. (1937년~)
- 2011년 - 미국의 초백세인 엘라 슐러. (1897년~)
- 2016년 - 대한민국의 기업인 구태회. (1923년~)
- 2018년 - 에스토니아의 음악가 로만 토이. (1916년~)
- 2020년 - 중화인민공화국의 로마 가톨릭교회 주교 주바오위. (1921년~)
- 2021년 - 미국의 모델, 영화배우, 성우 토니 키탠. (1961년~)
- 2022년 - 대한민국의 배우 강수연. (1966년~)
- 2023년 - 미국의 야구 선수 바이다 블루. (1949년~)
- 2024년
  - 조선민주주의인민공화국의 정치인 김기남. (1929년~)
  - 대한민국의 가수, 배우, 영화 감독 남석훈. (1939년~)
  - 미국의 음악가 스티브 알비니. (1962년~)
- 2025년
  - 미국의 영화배우 조 돈 베이커. (1936년~)
  - 대한민국의 프로게이머 크러쉬. (1998년~)

## 기념일
- 부처님 오신 날 - 1995년, 2041년, 2060년, 2071년, 2090년
- 조국수호의 날: 카자흐스탄
- 라디오데이, 물리학자 알렉산더 포포프의 업적을 기리는 날: 불가리아 러시아
- 디엔비엔푸 승전 기념일: 베트남

## 같이 보기
- 전날: 5월 6일 다음날: 5월 8일 - 전달: 4월 7일 다음달: 6월 7일
- 음력: 5월 7일
- 모두 보기